# 性工作者2：我不賣身·我賣子宮
《性工作者2 我不賣身·我賣子宮》，是2008年的一部香港電影，內容描寫草根階層的生活。邱禮濤導演，劉美君為主演。

## 劇情
影片改编于一篇社会学论文，主要讲述了两个女子的故事，一个是年届四十的香港吸毒“企街”（即“卖身”），另一个是为了留港权而嫁给港伯替人生仔的年轻内地女子（即“卖子宫”），两人命运不同，却都是依赖男性在香港这个物欲横流的金钱世界讨生活。
性工作者继续谈，邱礼涛再次挑战社会忌讳，不再是灯红酒绿的夜晚，而是深水埗的企街世界。时光回到2000年的香港，黃婉伶扮演一个‘嫁港伯生仔’的内地女人，不惜出卖肚皮来换居港权取综援，因丈夫工伤逝世而遇上了保险经纪黄秋生。刘美君饰演满口烂牙的企街，染上毒瘾卖肉赚钱，一次勇救小童得到名摄影师森美的同情，39岁转运有望。两位在社会边缘挣扎的女性，卖身也好，卖子宫亦好，用尽心思与尊严换取对一般人并非了不起的理想。

## 演員
- 劉美君，飾 黎鐘鐘（街頭妓女）
- 黃秋生，飾 劉富意（市儈的香港保險經紀）
- 黃婉伶，飾 黃蓮花
- 森美，飾 阿志（有理想的藝術攝影師）
- 邵音音，飾 黎鐘鐘病重媽媽
- 杜汶澤，飾 軍裝警員
- 馮克安，飾 老強
- 姚樂怡，飾 尤娟
- 孟廣美，飾 李醫生
- 董敏莉，飾 葛修女
- 張繼聰，飾 社工
- 小肥，飾 Jacky
- 鄭希怡，飾 助產護士
- 梁靖琪，飾 Elaine
- 周淑慧，飾 蘋蘋
- 郭子健，飾 阿良
- 陳榮照，飾 社工
- 馬學明，飾 黎鐘
- 俞融蓉，飾 阿葵
- Colour，飾 盈盈
- 邱禮濤，飾 公車乘客(客串)

## 獎項
| 年份 | 頒獎典禮             | 獎項             | 名單   | 結果 |
| ---- | -------------------- | ---------------- | ------ | ---- |
| 2008 | 第45屆金馬獎         | 最佳女主角       | 劉美君 | 獲獎 |
| 2009 | 第28屆香港電影金像獎 | 最佳女主角       | 劉美君 | 提名 |
| 2009 | 第28屆香港電影金像獎 | 最佳女配角       | 黃婉伶 | 提名 |
| 2009 | 演藝動力大獎         | 最突出電影女演員 | 劉美君 | 獲獎 |

## 外部參考
- Yahoo奇摩電影上《性工作者2：我不賣身·我賣子宮》的資料（繁體中文）
- MSN娛樂上《性工作者2：我不賣身·我賣子宮》的資料（繁體中文）

- 開眼電影網上《性工作者2：我不賣身·我賣子宮》的資料（繁體中文）
- 香港影庫上《性工作者2：我不賣身·我賣子宮》的資料（繁體中文）
- 豆瓣电影上《性工作者2：我不賣身·我賣子宮》的資料 （简体中文）
- 爛番茄上《性工作者2：我不賣身·我賣子宮》的資料（英文）
- AllMovie上《性工作者2：我不賣身·我賣子宮》的资料（英文）
- 互联网电影数据库（IMDb）上《性工作者2：我不賣身·我賣子宮》的资料（英文）